# Turismo no Montenegro
Montenegro tem como uma de suas principais atividades econômicas atuais, o turismo. Pelas suas costas pitorescas, suas regiões montanhosas exuberantes e por sua excelente posição estratégica em plenos Bálcãs, Montenegro é um destino altamente procurado pelos turistas no Leste Europeu. Durante o regime em que o país estava sob domínio iugoslavo, principalmente nos anos oitenta, o turismo no país passou a ser investido e essa área cresceu rapidamente no setor financeiro. A belíssima e incrível cidade de Kotor, as bocas de Cattaro e a preservada cidade histórica de Budva são os destaques do país na região da costa norte. Na região da costa sul, vale a pena visitar a cidadezinha de Ulcinj, a magnífica cidade de Bar e o exburante Lago Escútare. Na região central, seus pontos turísticos mais surpreendentes são: o Monastério de Ostrog, a cidade histórica de Cetinje e o monte Lovćen, uma formidável montanha. E, finalmente, na região norte, o parque nacional de Durmitor e a floresta exuberante de Biogradska Gora são seus destaques principais.

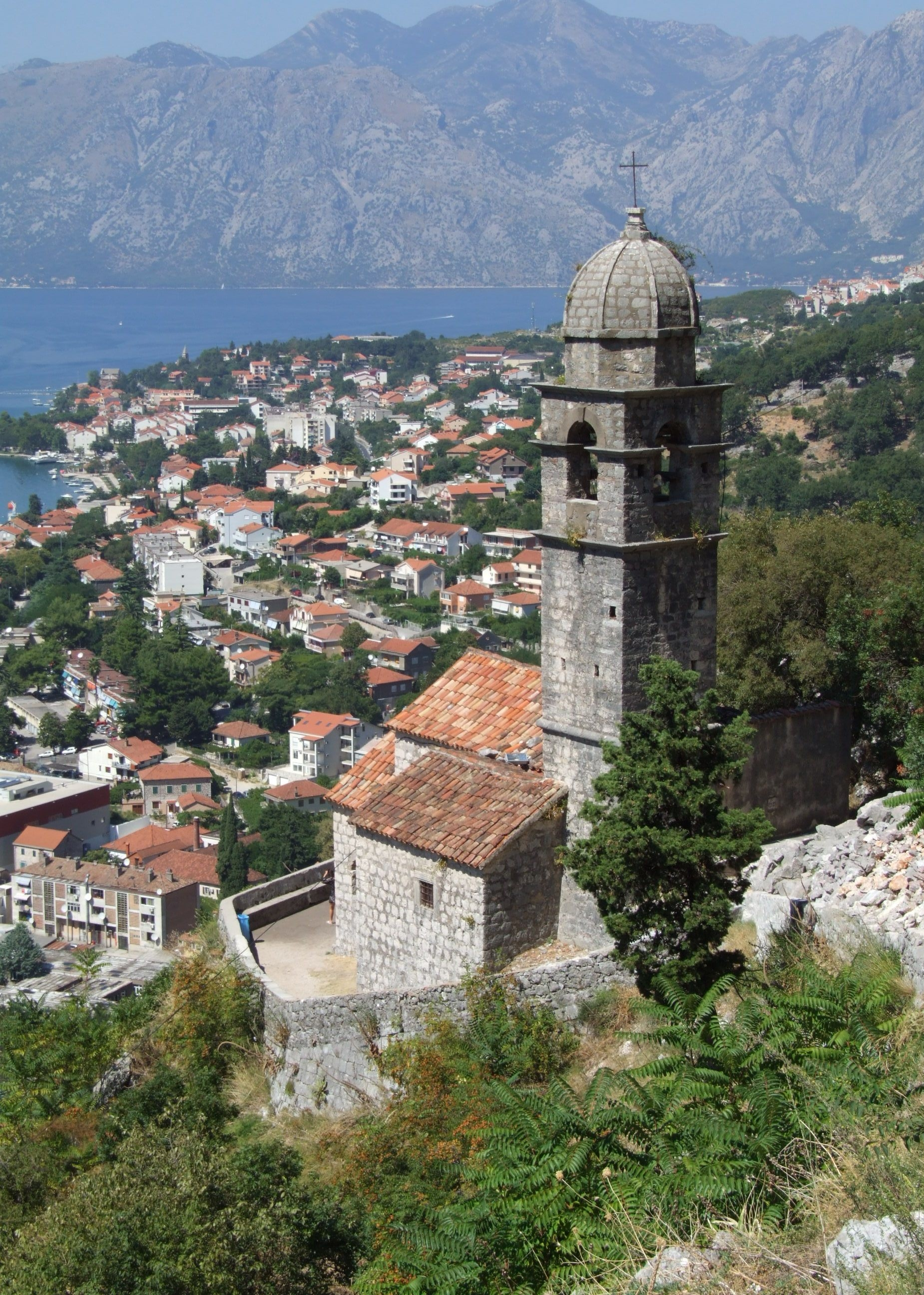
Kotor, património mundial pela UNESCO e uma das principais cidades turísticas de Montenegro.
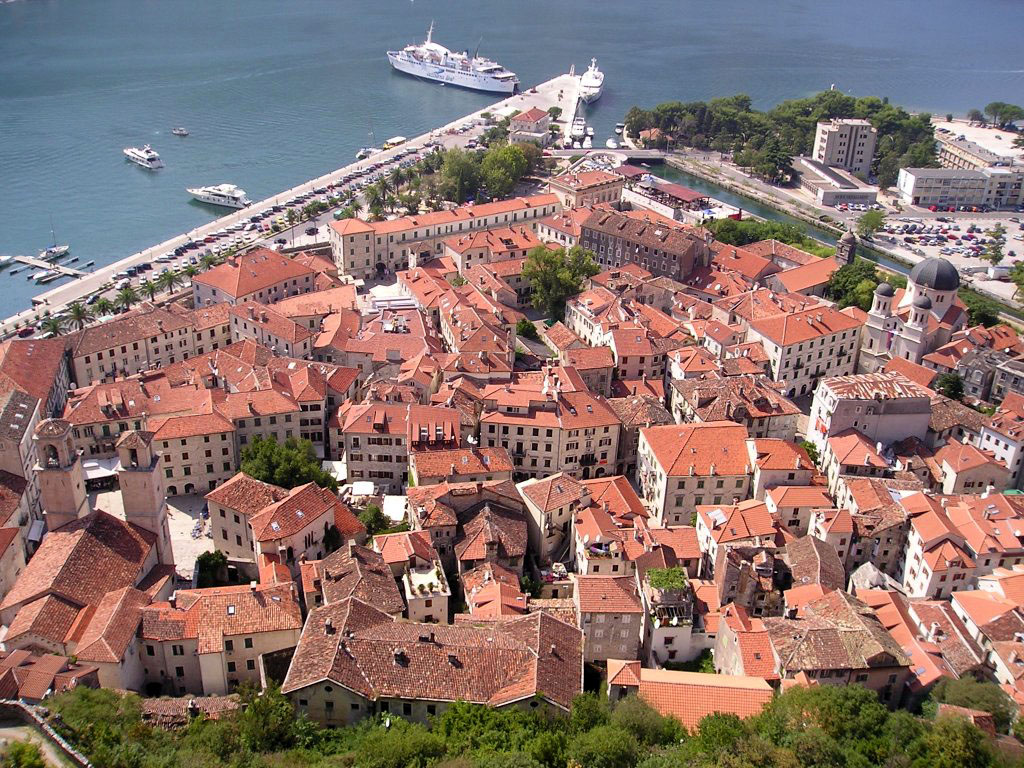
Kotor.
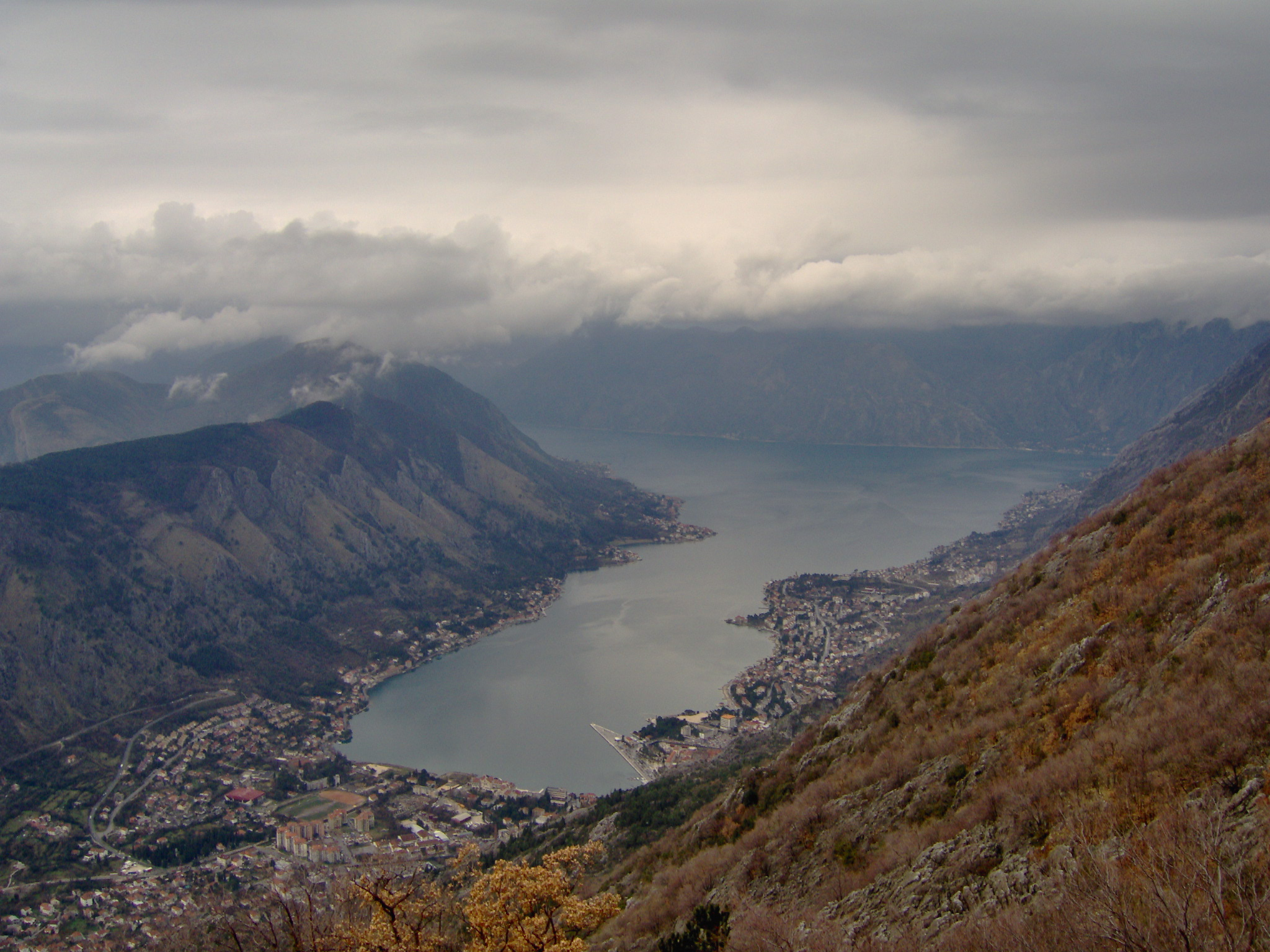
As lindas e exuberantes Bocas de Cattaro.
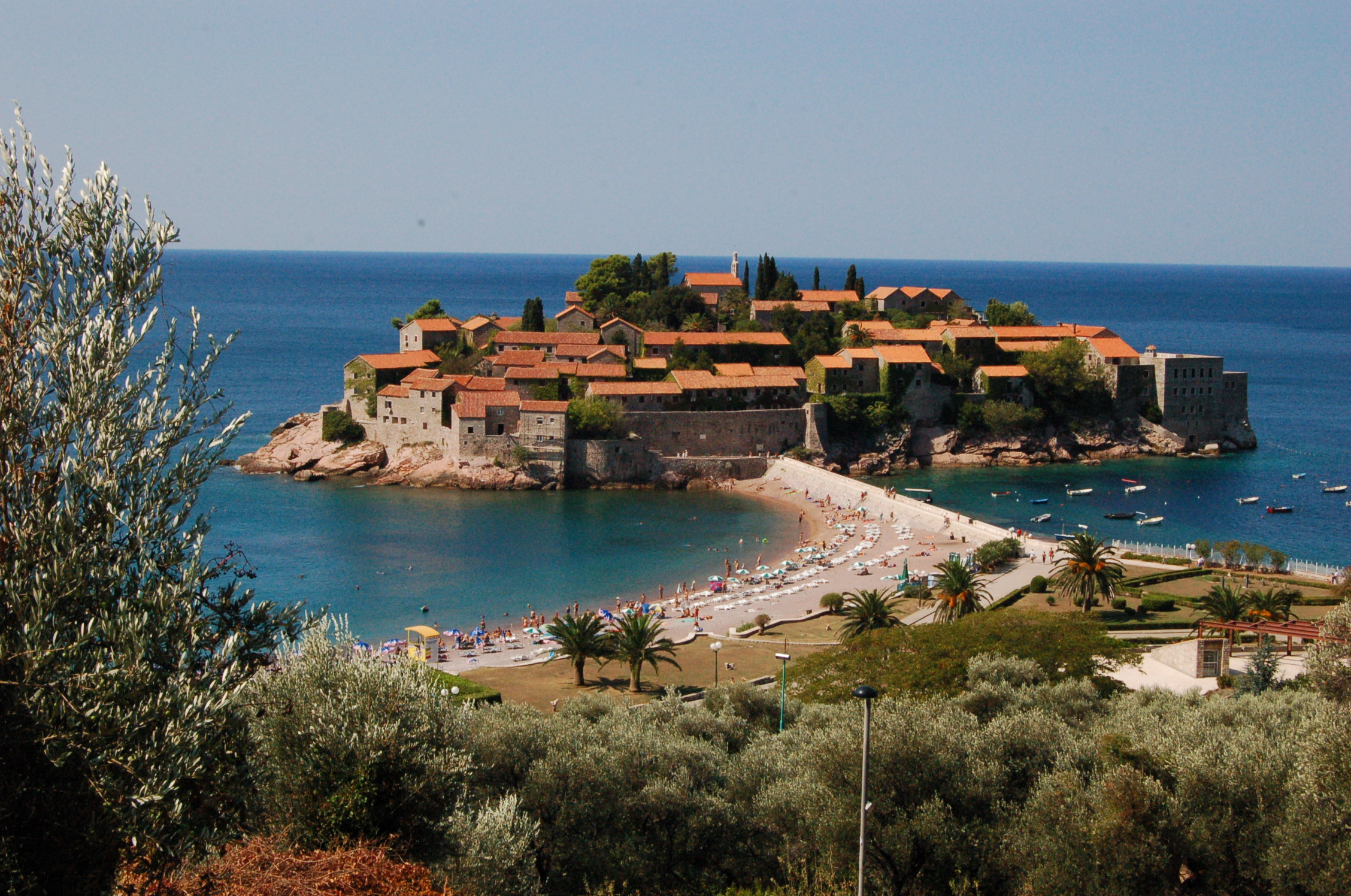
Sveti Stefan, um resort sofisticado, em Budva.
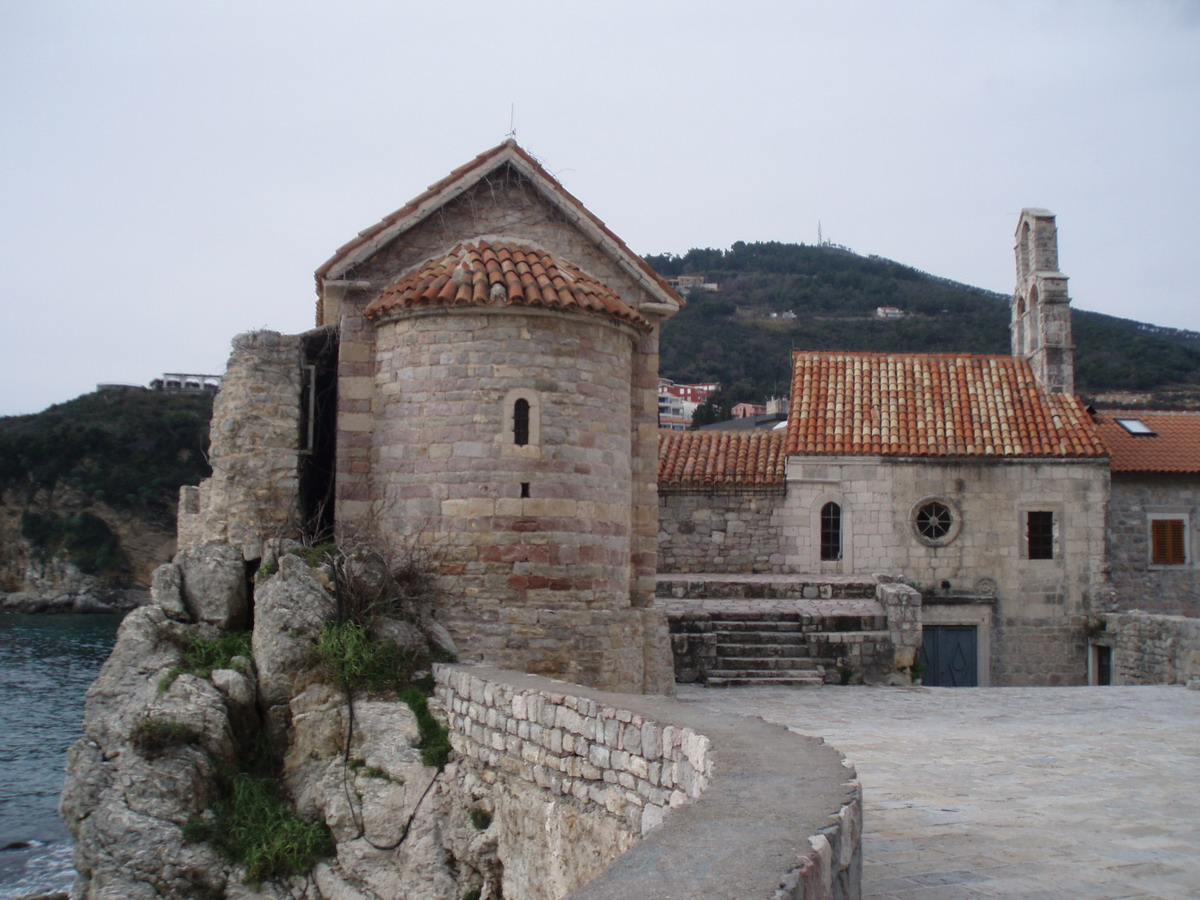
Igrejas de pedra ainda em Budva.
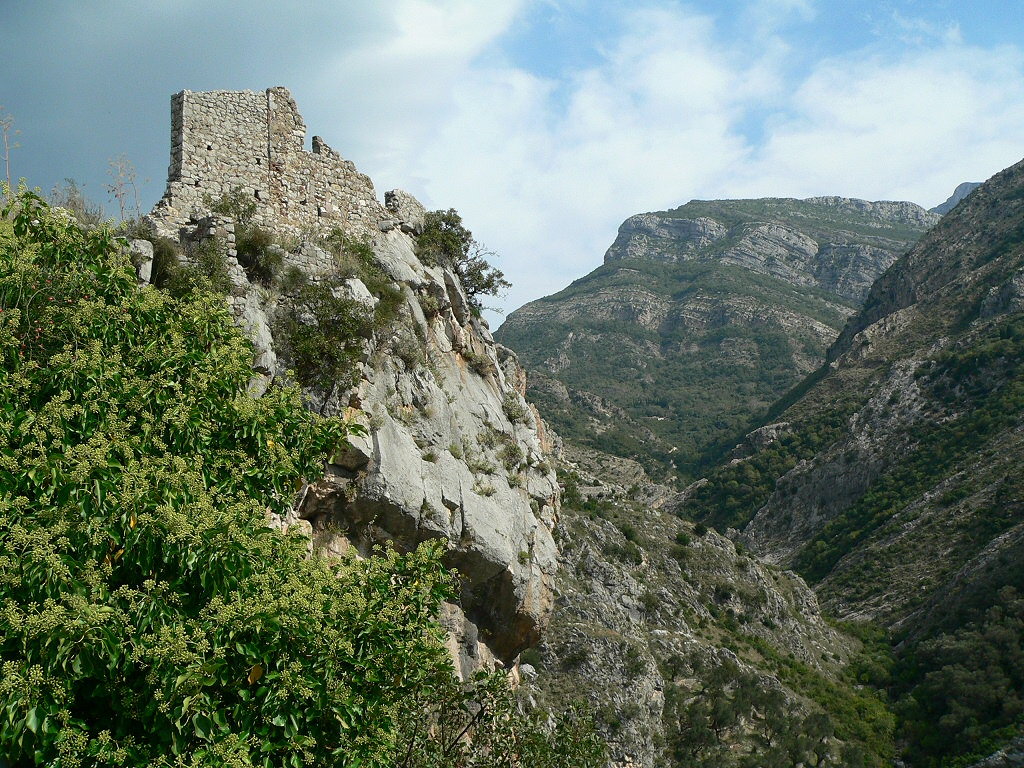
Bar, com suas lindas montanhas.